# نبروه
۳۱°۵′۳۹″ شمالی ۳۱°۱۸′۰۰″ شرقی / ۳۱٫۰۹۴۱۷°شمالی ۳۱٫۳۰۰۰۰°شرقی
نبروه نام شهر و شهرستانی در استان دقهلیه مصر است.